# Otsego (Minnesota)
Otsego ist eine Stadt im Wright County im US-Bundesstaat Minnesota. Sie liegt nordwestlich von Minneapolis in  der Metropolregion der Twin Cities. Das U.S. Census Bureau hat bei der Volkszählung 2020 eine Einwohnerzahl von 19.966 ermittelt.

## Geografie
Otsego liegt am Mississippi River, nordwestlich der Mündung des Crow River in den Mississippi. Nach Angaben des United States Census Bureau beträgt die Fläche der Stadt 13,6 Quadratkilometer, davon sind 0,4 Quadratkilometer Wasserflächen.

## Geschichte
Den Aufzeichnungen der Geschichte von Otsego nach war es Samuel Carrick, der zwischen 1850 und 1854 als erster Weißer auf dem Gebiet der heutigen Stadt einen Handelsposten betrieb. Er verkaufte seine Waren vor allem an die vorbeiziehenden Winnebago-Indianer. Der erste dauerhafte Siedler im Wright County war John McDonald. Er kam zusammen mit David McPherson im Sommer 1852 in die Region. 1855 bestimmte die Regierung des Minnesota-Territoriums die Gebietsgrenzen der Siedlung und nannte den Bezirk Pleasant Grove Precinct. Im Jahre 1858 wurde eine Township gegründet und in Otsego Township umbenannt. Am 15. November 1990 bekam Otsego die Stadtrechte verliehen.

### Bevölkerungsentwicklung
| 1970  | 1980  | 1990  | 2000  | 2010   | 2020   |
| ----- | ----- | ----- | ----- | ------ | ------ |
| 1.526 | 4.769 | 5.219 | 6.389 | 13.571 | 19.966 |

## Demografische Daten
Nach der Volkszählung im Jahr 2000 leben in Otsego 6389 Menschen in 2062 Haushalten und 1674 Familien. Die Bevölkerungsdichte beträgt 84,0 Einwohner pro km². Ethnisch betrachtet setzt sich die Bevölkerung aus 97 Prozent weißer Bevölkerung sowie kleineren Minderheiten zusammen.
In 46,9 % der 2062 Haushalte leben Kinder unter 18 Jahren, in 71,0 % leben verheiratete Ehepaare, in 5,4 % leben weibliche Singles und 18,8 % sind keine familiären Haushalte. 12,7 % aller Haushalte bestehen ausschließlich aus einer einzelnen Person und in 2,6 % leben Alleinstehende über 65 Jahre. Die durchschnittliche Haushaltsgröße liegt bei 3,10 Personen, die von Familien bei 3,41.
Auf die gesamte Stadt bezogen setzt sich die Bevölkerung zusammen aus 32,5 % Einwohnern unter 18 Jahren, 7,7 % zwischen 18 und 24 Jahren, 34,2 % zwischen 25 und 44 Jahren, 21,4 % zwischen 45 und 64 Jahren und 4,2 % über 65 Jahren. Der Median beträgt 32 Jahre. Etwa 47,2 % der Bevölkerung ist weiblich.
Der Median des Einkommens eines Haushaltes beträgt 57.422 USD, der einer Familie 59.319 USD. Das Pro-Kopf-Einkommen liegt bei 20.209 USD. Etwa 3,2 % der Bevölkerung und 3,1 % der Familien leben unterhalb der Armutsgrenze.